# Mönkebude
Mönkebude är en kommun och ort i Landkreis Vorpommern-Greifswald i förbundslandet Mecklenburg-Vorpommern i Tyskland.
Staden ingår i kommunalförbundet Amt Am Stettiner Haff tillsammans med kommunerna Ahlbeck, Altwarp, Eggesin, Grambin, Hintersee, Leopoldshagen, Liepgarten, Lübs, Luckow, Meiersberg och Vogelsang-Warsin.